# 金塔-杜索尔
金塔-杜索尔是巴西巴拉那州的一个市镇。总面积326.178平方公里，总人口5246人，人口密度16.1人/平方公里。